# Městské divadlo Znojmo
Městské divadlo (do roku 1918 Stadt-Theater, v letech 1962–2000 Jihomoravské divadlo) je divadlo ve Znojmě na náměstí Republiky, jehož budova byla otevřena v roce 1900. Provoz zajišťuje Znojemská Beseda.

## Předchůdci současného divadla
První divadelní představení ve Znojmě probíhají již na přelomu 13. a 14. století, kdy žáci školy působící u kostela svatého Mikuláše prováděli pašijové hry. Církevní instituce jako dominikánský kostel nebo premonstrátský klášter v Louce se pravděpodobně podílely na provozování náboženských her i v dalších stoletích. První písemný doklad o divadle ve Znojmě pochází ale až z 18. února 1548, kdy rektor znojemské školy obdržel za provedenou komedii jeden zlatý. V tomto období se nadále na organizaci her, převážně komedií, podílely církevní instituce.
Rozvoji divadla se věnovali po svém příchodu do města v roce 1624 i jezuité, kteří ale hráli na rozdíl od předchozího období jen mravoučné hry s biblickými náměty, či náměty ze života světců (výraznou roli hrála postava svatého Olympia, nového patrona města). Představení se odehrávala jak v interiérech (v budově radnice), tak na otevřených prostranstvích (nádvoří jezuitského gymnázia). Při hrách bylo využíváno hudebníků, tanečníků, vizuálních efektů (na jevišti se vznášeli lidé a zvířata), pyrotechnika, drahé dekorace jako koberce, čalouněný nábytek a šperky.
Kromě činohry byla ve Znojmě provozována od konce 16. století také opera provozovaná v Louckém klášteře. U příležitosti průjezdu císaře Karla VI. v listopadu 1723 byla uvedena na Horním náměstí opera La Concordia de Pianeti básníka Pietra Patriatiho a skladatele Antonia Caldary.
Stálou scénu získalo Znojmo po zrušení kláštera klarisek Josefem II. V roce 1782 se jím stala přestavěná kaple sv. Bernarda, která do konce 15. století sloužila jako židovská synagoga. Na její koupi a stavbu přispělo město i šlechta jako Althanové a Lichtenštejnové. Divadlo bylo ovšem špatně vybaveno. První představení se v tomto divadle konalo 12. prosince 1784. V divadle se pak téměř denně konaly činohry, opery a zejména operety, provozované německými kočovnými společnostmi z Vídně, Brna i Prahy. V roce 1789 divadlo hostilo premiéru hry Fiesco a jeho spiknutí v Janově Friedricha Schillera, která byla uvedena necelých pět let po svém vzniku. Šlo o německé divadlo s většinou amatérskými herci, ale hostovali zde i vídeňští profesionální herci jako Sophie Schröder, Alexander Girardi nebo Stella Hohenfels. Svůj debut si zde odbyl třeba Max Pallenberg, který pak v Německu zpopularizoval postavu Švejka.
České hry se konaly nejdříve v sále hostince U Zlaté studně na rohu ulic Horní České a Velké Michalské. Českému divadlu se pak začala věnovat Beseda Znojemská, která uvedla první představení (tragikomedii Kamenná jitrnice aneb Zakletý princ ) 18. září 1870. Divadelní spolek hrál hlavně komedie od různých autorů (např. Augusta von Kotzebua, Josefa Kajetána Tyla nebo Václava Klimenta Klicpery. Jako mecenáš, dramaturg i herec se na divadelní činnosti podílel třeba místní notář Jan Vlk. Po roce 1882 se česká představení začala konat v novém domě Besedy na dnešním Masarykově náměstí.

## Současná budova
Možností výstavby nového divadla se z důvodu nevyhovujícího stavu divadla v kapli svatého Bernarda zabývala městská rada již od 60. let 19. století. V roce 1892 byla tato budova uzavřena a byl ustaven výbor pro výstavbu nové budovy v čele se starostou Johannem Brantnerem. Vídeňská firma Helmer & Felner pak vybrala pro výstavbu lokalitu na dnešním náměstí Republiky, kterou po protestech místních občanů proti výstavbě na dnešním Divišově náměstí, která počítala s demolicí jezuitské koleje, schválila i rada města.
V lednu 1899 byl architektem nové budovy určen spoluautor vídeňské Volksoper Alexander Graf. Již v červnu začala výstavba, kterou byl pověřen místní stavební inženýr Adolf Janisch, a do konce roku byla dokončena. V průběhu roku 1900 pokračovaly práce v interiérech.
Původní projekt počítal s kapacitou 532 diváků, ale ta byla dle požadavků města navýšena na 616. Zastavěná plocha budovy činila 734,5 m2, jeviště mělo na délku 7,5 a na šířku 12 metrů. Jak bylo na konci 19. století u divadelních budov zvykem, výtvarná koncepce obsahovala renesanční i barokní témata. Exteriér se blížil Grafově vídeňské Volksoper, ale kvůli zmenšeným proporcím stavby a omezeným finančním prostředkům byl zjednodušen. Stavba byla z cihel a kamene.
Interiér byl proveden v novobarokním stylu v bílé, červené a zlaté barvě. Hlediště s jediným balkonem má podobu amfiteátru s mírně zakřivenými oblouky křesel v plné šíři sálu, po bocích jsou dvě čtveřice lóží ve dvou patrech. Lóže starosty byla umístěna v patře levé strany, nejblíže k hledišti, což vycházelo z tradice, kdy byla upřednostňována společenská reprezentace před publikem před výhledem na jeviště. Tato lóže byla označena standartou s vyšívaným městským znakem. Malířská výzdoba byla svěřena dekoratérské firmě Schallud a Franke.
Budova byla slavnostně otevřena 29. září 1900 hrou Dva šťastné dny Franze Schöntana a Gustava Kadelburga.
Ve 30. letech 20. století se budova dočkala první rekonstrukce – bylo rozšířeno orchestřiště a byly provedeny úpravy na jevišti. V dubnu 1945 byla zejména levá část budovy těžce poškozena bombardováním, a tak musela být po válce opravena. V období komunismu prodělala budova několik necitlivých změn, včetně demolice divadelního skladu, při které došlo k likvidaci staré malované opony i historického vybavení. V roce 1992–2000 proběhla modernizace rekonstrukce, která částečně obnovila původní venkovní i vnitřní vzhled divadla. Ke slavnostnímu znovuotevření došlo u příležitosti stého výročí původního otevření operou V studni Viléma Blodka.
V současné podobě má divadlo kapacitu 278 sedících diváků a provoz zajišťuje Znojemská Beseda.

## Divadlo po roce 1918
Po vzniku Československa začalo divadlo hrát i česky a v roce 1920 se do jeho čela postavil první Čech Alfréd Krafft. Představení obstarávali nadále ochotníci a hostující společnosti. České společnosti uváděly hry českých (jako Čapka, Langera nebo Jiráska) i zahraničních autorů (třeba Shakespeara). Německé společnosti se soustředily zejména na tvorbu německých autorů. Ze spolků vynikal třeba Dramatický odbor Sokola Znojmo. Uváděna byla i opera, zejména díky zakladateli Znojemské filharmonie Albertu Pekovi.
Během druhé světové války byl vytvořen jeden německý profesionální soubor pro divadla v Jihlavě a Znojmě. Po válce bylo uvedeno první představení již v říjnu 1945 a to ještě v poškozeném divadle. Program nadále obstarávaly místní amatérské spolky a hostující profesionální soubory. Po roce 1948 se musela výrazně změnit dramaturgie divadla a kromě děl českých a světových klasiků začaly být uváděné i „ideologicky prověřené“ revoluční hry. Počátkem 60. let se objevila myšlenka na zřízení profesionálního divadla, která ale nebyla naplněna. Znojmo získalo pouze divadlo s profesionálním organizačním vedením. V divadle se začaly pořádat i školní představení, koncerty a slavnostní akce.